# Aspsjön (Åsele socken, Lappland, 712597-160044)
Aspsjön är en sjö i Åsele kommun i Lappland och ingår i Gideälvens huvudavrinningsområde. Sjön har en area på 0,437 kvadratkilometer och ligger 332 meter över havet.

## Delavrinningsområde
Aspsjön ingår i det delavrinningsområde (712549-159983) som SMHI kallar för Utloppet av Aspsjön. Medelhöjden är 363 meter över havet och ytan är 4,02 kvadratkilometer. Det finns inga avrinningsområden uppströms utan avrinningsområdet är högsta punkten. Vattendraget som avvattnar avrinningsområdet har biflödesordning 4, vilket innebär att vattnet flödar genom totalt 4 vattendrag innan det når havet efter 161 kilometer. Avrinningsområdet består mestadels av skog (61 procent) och sankmarker (15 procent). Avrinningsområdet har 0,48 kvadratkilometer vattenytor vilket ger det en sjöprocent på 11,9 procent.